# Jakub Tosik
Jakub Tosik, né le 21 mai 1987 à Zelów, est un footballeur polonais. Il est milieu de terrain.

## Carrière
- 2004-2010 :  GKS Bełchatów
- 2010-2012 :  Polonia Varsovie
- 2012-2013 :  Karpaty Lviv
- 2013  :  Polonia Varsovie
- 2013-2014 :  Jagiellonia Białystok

### Palmarès
- Vice-champion de Pologne : 2007
- Finaliste de la Coupe de la Ligue polonaise : 2007
- Finaliste de la Supercoupe de Pologne : 2007